# Attila-forrás
Attila-forrás (en français : « source Attila ») est le nom d'une source chaude située dans le 1er arrondissement de Budapest. Elle fait partie des sources qui alimentent les thermes Rudas.